# Iuput
Iuput, còn được chép là Iuput A trong nhiều tài liệu, là một Đại tư tế của Amun sống vào thời kỳ Vương triều thứ 22 trong lịch sử Ai Cập cổ đại. Iuput đã phục vụ dưới triều đại của Pharaon Shoshenq I từ khoảng năm 945 tới năm 924 TCN.

## Thân thế
Iuput có xuất thân là một vương tử, con trai của Pharaon Shoshenq I; không rõ mẹ của Iuput. Iuput được chứng thực rõ ràng là con của Shoshenq I, do ông luôn nhận mình là con trai của vua Shoshenq trên các công trình của mình.

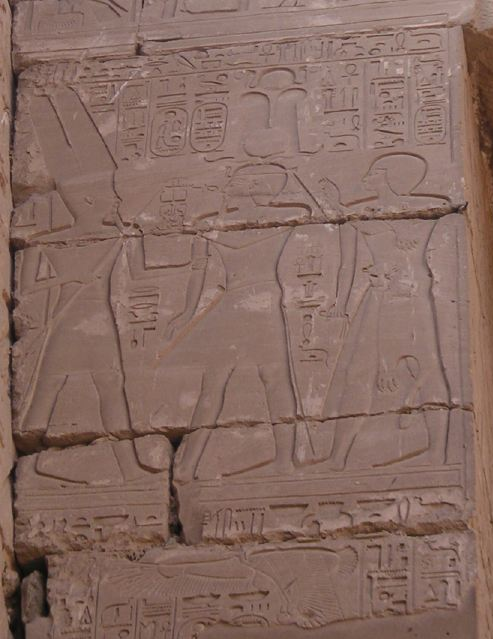
Shoshenq I và Iuput A trên Cổng Bubastite.

Pharaon Osorkon I và Nimlot B là những người anh em trai của Iuput. Ngoài ra, họ còn 2 người chị em gái (không rõ mẹ) là Tashepenbast và Djedinetnebuiusankh.
Không rõ vợ của Iuput là ai, nhưng ông có một người con gái tên là Nesikhonsupakhered. Nesikhonsupakhered là vợ của Djedkhonsiufankh A, Đệ tứ Tư tế của Amun.

## Hoạt động
Dưới thời trị vì của cha mình, Iuput được ban phong nhiều danh hiệu, bao gồm: Đại tư tế của Amun; Đại thống soái của quân đội; Phó vương của Thượng Ai Cập.
Iuput dành hầu hết thời gian của mình cho việc bảo vệ xác ướp của các hoàng thân tiền triều khỏi những tên trộm mộ. Khi Shoshenq I đại thắng từ Palestine trở về (khoảng năm 925 TCN), ông đã lệnh cho Iuput xây thêm nhiều đền đài tại khu đền Karnak, được biết đến nhiều nhất chính là Cổng Bubastite. Những phù điêu trên đó khắc họa lại cảnh đánh dẹp vương quốc Judea và Israel bởi người Ai Cập.
Iuput có thể đã xây cho mình một lăng mộ với buồng chôn cất bằng đá granit ở Abydos, nhưng chưa bao giờ phòng mộ này được sử dụng để chôn cất một ai.